# 45a edició dels Premis Sant Jordi de Cinematografia
La gala de la 45a edició dels Premis Sant Jordi de Cinematografia va tenir lloc el 17 de maig de 2001. Com en anys anteriors, un jurat compost per crítics i periodistes cinematogràfics de Barcelona va decidir mitjançant votació els qui eren els destinataris dels premis Sant Jordi que Ràdio Nacional d'Espanya-Ràdio 4 (RNE) concedeix anualment al cinema espanyol i estranger en els diferents apartats competitius i que en aquesta edició distingien a les pel·lícules estrenades al llarg de l'any 2001. Aquest sistema d'elecció fa que aquests guardons estiguin considerats com un reconeixement de la crítica barcelonina, i a més és un dels premis cinematogràfics més antics de Catalunya.
La gala es va celebrar al Palau de la Música Catalana. Fou dirigida per Miguel Angel Martín, realitzada per Guillem Nualart i amb producció d'Eduardo Deglané, presentada per Jordi Hurtado i Yolanda Flores. El dia 19 fou emès un resum per La 2 de TVE. Un dels assistents, Gonzalo Suárez, va lamentar que la pel·lícula premiada, El portero, no hagués estat prou representada als Premis Goya.

## Premis Sant Jordi

### Premis competitius
| Categoria                              | Premiat              | Labor premiada                                                  |
| -------------------------------------- | -------------------- | --------------------------------------------------------------- |
| Millor pel·lícula espanyola            | El portero           | Pel·lícula                                                      |
| Millor actor en pel·lícula espanyola   | Sergi López i Ayats  | Une liaison pornographique Harry, un ami qui vous veut du bien. |
| Millor actriu en pel·lícula espanyola  | Pilar López de Ayala | Báilame el agua                                                 |
| Millor ópera prima                     | Laura Mañá           | Sexo por compasión                                              |
| Millor película estrangera             | Una història de debò | Pel·lícula                                                      |
| Millor actor en película estrangera    | Daniel Auteuil       | La viuda de Saint-Pierre La Fille sur le pont                   |
| Millor actriu en pel·lícula estrangera | Lena Endre           | Trolösa                                                         |

### Premis honorífics
| Categoria                           | Premiat                | Labor premiada                                |
| ----------------------------------- | ---------------------- | --------------------------------------------- |
| Premi a la trajectòria professional | Carles Cases           | Trajectòria cinematogràfica                   |
| Premi especial del Jurat            | Cinema Truffaut Ambigú | Per la defensa del cinema en versió original. |

## Roses de Sant Jordi
Una vegada més es van lliurar les dues roses de Sant Jordi, premis concedits per votació popular entre els oïdors de Ràdio 4 seguidors del programa Va de cine de Conxita Casanovas, que recompensen a les que el públic considera millors pel·lícules nacional i estrangera.
| Categoria                    | Premiat               |
| ---------------------------- | --------------------- |
| Millor pel·lícula espanyola  | El bola               |
| Millor pel·lícula estrangera | The Cider House Rules |